# Речка (Ивано-Франковская область)
Ре́чка (укр. Річка) — село в Косовской городской общине Косовского района Ивано-Франковской области Украины.
Население по переписи 2001 года составляло 2075 человек. Почтовый индекс — 78643.

## Известные уроженцы
- Мегеденюк, Марк Степанович (1842—1912) — украинский народный резчик. Основоположник речковской школы резьбы по дереву.